# 琉球处分

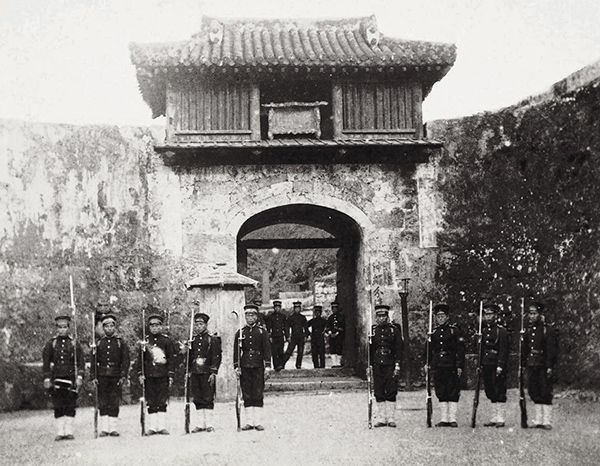
1879年3月27日，由松田道之統領，駐紮在首里城歡會門前的日本士兵。

琉球处分（日语：／ Ryūkyū shobun），又被称为琉球兼并（日语：／ Ryūkyū heigō）指的是1872年至1879年期間，推行废藩置县改革的日本明治新政府在廢除萨摩藩并将其改设为鹿儿岛县后，又废除原萨摩藩辖下的附庸国琉球，并先後設置琉球藩和沖繩縣将其正式纳入日本版图，以实现中央集权化和府县制的全国统一，並使其脱离滿清帝國的冊封體制的一系列歷史事件。其中，1872年設置琉球藩為「第一次琉球處分」，1879年設置沖繩縣為「第二次琉球處分」。

## 歷史背景
17-19世纪期间，琉球具有特殊的国际地位：
在慶長琉球之役后，萨摩藩在琉球驻军并设立了在番奉行所等机构，并与尚寧王君臣等人在鹿儿岛签订了《掟十五条》（掟十五ヶ条），至此琉球成为了完全受萨摩藩控制的附庸国。但是幕府出于希望通过琉球重启明日贸易和防止萨摩的地方势力一家独大等考量，不允许萨摩藩擅自吞并琉球国，因此琉球得以保留形式上的独立性以及与明清王朝的外交、贸易关系——中国皇帝授予琉球君主王号和頭銜，作为回报琉球获得与中国进行朝贡贸易的机会。因此几个世纪以来，琉球依然是在名义上向明清两朝称臣纳贡的“属国”。
在过去，琉球常被认为同时是日本和中国的朝贡国和附庸。但是最新的史学一般认为，琉球对日本的依附是真实的，表现为每年向日本（萨摩藩）的统治者纳税，且其内政和外贸都受到萨摩藩的严密监视和控制，而其对中国的臣属则具有形式上的仪式性，有利于在以中国为中心的朝贡体系中进行贸易。
1868年明治维新后，日本走上了发展中央集权国家的道路，随之產生了附庸琉球的地位问题。日本政界人士开始寻求建立对该领土的完全主权，但没有确定具体的行动方针。因此，当1871年日本政府开始在全国推行废藩置县改革時，琉球国依然作为一个形式上独立的政治實體暂时依附于新设立的鹿儿岛县。但是1871年11月，54名宫古岛民被台湾岛东部的排湾族原住民杀害的事件却成了日本解决这一问题的契机。1872年，日本明治政府宣佈废黜琉球国王尚泰，贬国為藩，並冊封尚泰为琉球藩的统治者。1874年日本为被杀害的琉球人復仇而派军南下征伐“台蛮”，并于同年10月31日在英国的斡旋下在北京与大清國达成了对受害渔民的赔偿协议。该条约将被害人称为“日本屬民”，被日本认为是大清方面明确放弃对琉球的“宗主权”并确认琉球人也属于明治天皇臣民的第一个国际文件。

## 詳細經過
八瑤灣事件後，1872年2月12日（舊曆1月5日），奈良原幸五郎（奈良原繁）、伊地知貞馨向鹿兒島縣報告稱琉球王府對此事的處置失當。同年7月5日（舊曆5月30日），大藏大輔井上馨建議將「琉球國的版籍收回」。6月2日，正院對此予以認可，认为「如此曖昧之事必須予以匡正」并以「此之處分應該如何」（如此曖昧の事匡正せざるべからず。之を処分する如何して可ならん）進行下問，此是明治政府第一次对琉球使用「處分」一詞。作為回應，外務省提出了三條：
一、停止與外國的私交；二、將琉球王尚泰列為華族；三、冊封尚泰為琉球藩王。
7月26日（舊曆6月21日），鹿兒島縣派官員來到琉球，將催促琉球派人去東京慶賀明治維新的命令傳達給伊地知貞馨。尚泰王派遣尚健（伊江王子朝直）、向有恒（宜灣親方朝保）、向維新（喜屋武親雲上朝扶）等人組成慶賀使節團赴日本。8月30日（舊曆7月27日）到達鹿兒島，9月16日（舊曆8月14日）到達東京。10月16日（舊曆9月14日），明治天皇宣佈冊封尚泰為琉球藩王，位列華族，將琉球國降格為琉球藩。10月22日（舊曆9月20日），賜予尚泰王新貨幣和紙幣三萬日圓。
10月30日（舊曆9月28日），琉球的外交權被移交外務省。11月20日（舊曆10月10日），日本中央政府宣佈可替琉球王府償還負債20萬兩。但琉球王府為了維持自己的主體性，选择了以大藏省為擔保人，自東京國立銀行低息貸款20萬日圓來償還債務。
1875年5月13日，日本決定派松田道之前往琉球。29日，下達讓松田道之廢止琉球王府由清朝冊封的命令。7月10日到達那霸，將明治政府的書簡交付給在首里城內的毛鳳來（富川親方盛奎）、毛有斐（池城親方安規）、向居謙（浦添親方朝昭）三位三司官。尚泰王不希望斷絕與清的外交關係，便派毛有斐和馬兼才（與那原親方良傑）等赴東京请求交涉。日本不准其請，更廢除了琉球藩的審判權和警察權，將其劃歸內務省管轄。尚泰王派遣向德宏（幸地親方朝常）、林世功（名城里之子親雲上春傍）等赴清朝交涉，又向西方列國駐清和駐日本的公使分別致書要求交涉。在東京的琉球大臣也多次請願。
1879年1月26日，松田道之再次來到冲绳岛，敦促尚泰王中止與清朝的私交關係但遭到拒絕。3月27日，松田道之第三次來到冲绳岛，此次帶來了軍隊300餘人、警官160餘人進入首里城，宣佈了廢除琉球藩的命令。尚泰王聞訊憂驚而病，以尚弼（今歸仁王子朝敷）代理事務。向居謙等三司官向松田交涉，但遭到拒絕。4月4日，日本政府将琉球藩改置为沖繩縣，任命鍋島直彬為沖繩縣知事。琉球王朝被日本中央政府解散。
琉球被日本兼併引發清朝與日本的外交糾紛，清朝一直主張恢復琉球王的社稷，是為琉球案。一些反對日本統治的親清派貴族官僚和久米村士族流亡清朝。直到清朝在甲午戰爭中战败，將臺灣割讓予日本之後，才不再重提琉球案。